# Biblioteca Octavio Ianni
A Biblioteca Octavio Ianni é uma biblioteca que integra o Instituto de Filosofia e Ciências Humanas da Unicamp (IFCH), mantida pela Universidade Estadual de Campinas (Unicamp) e é especializada em ciências humanas. Seu intuito é ajudar a pesquisa e incentivar a difusão de conhecimento de humanidades para a universidade. É considerada uma das mais importantes bibliotecas do Brasil e da América Latina na área de humanidades devido ao seu inúmero acervo e qualidade do material disponível para consulta. A biblioteca recebe o nome do sociólogo e professor emérito da universidade, Octávio Ianni.

## História
Em 1968, foi criado pelo então reitor da universidade Zeferino Vaz, o Departamento de Planejamento Econômico e Social que é embrião do Instituto de Filosofia e Ciências Humanas da Unicamp (IFCH). Desde então, a biblioteca foi se desenvolvendo e aumentando conforme as necessidades do instituto que está vinculada.
No ano de 2009, o portal Internet Group (iG) publicou fotos enviada de fonte anônima denunciando goteiras encontradas dentro da biblioteca, a reitoria culpou o excesso de chuvas em Campinas e anunciou uma reforma quanto a impermeabilização do prédio.
Com um projeto financiado pela Fundação de Amparo à Pesquisa do Estado de São Paulo (FAPESP) em 2012, a biblioteca recebeu um investimento de US$ 1.559.936,50 onde se foi adquirido mais de 25 mil livros, o que permitiu a atualização bibliográfica frente ao mercado editorial nacional e internacional.
No ano de 2018, a universidade recebeu uma doação de 2,4 mil livros da biblioteca pessoal do professor aposentado Etienne Samain, antropólogo belga que doou livros relacionados antropologia, teologia, fotografia, artes visuais e etnologia. O belga tornou-se o maior doador de uma coleção particular com o dono ainda vivo.

## Acervo
O acervo voltado para ciências humanas é muito diversificado e são mantidos pela biblioteca livros, teses, dissertações, materiais especiais (CD's, DVD's, mapas, fitas VHS, microformas, slides), periódicos e uma sessão voltada apenas para o estudo de História da arte. Também disponibiliza uma vasta base de dados e acesso a e-books, periódicos online e fontes primárias.
Em 2017, seu acervo era estimado em 245.677 itens, sendo compostas também de 2.891 periódicos e mais de 6.000 teses.

## Infraestrutura
Em 2013, ficou pronta a reforma que ampliou a biblioteca de 1.610 metros quadrados, para 4.000 metros quadrados, ganhando maior iluminação e espaço, além de maior acessibilidade com a instalação de elevadores. Além de ser equipada com sala de estudos, uma centena de mesas de leitura, computadores, scanners e guarda-volumes.

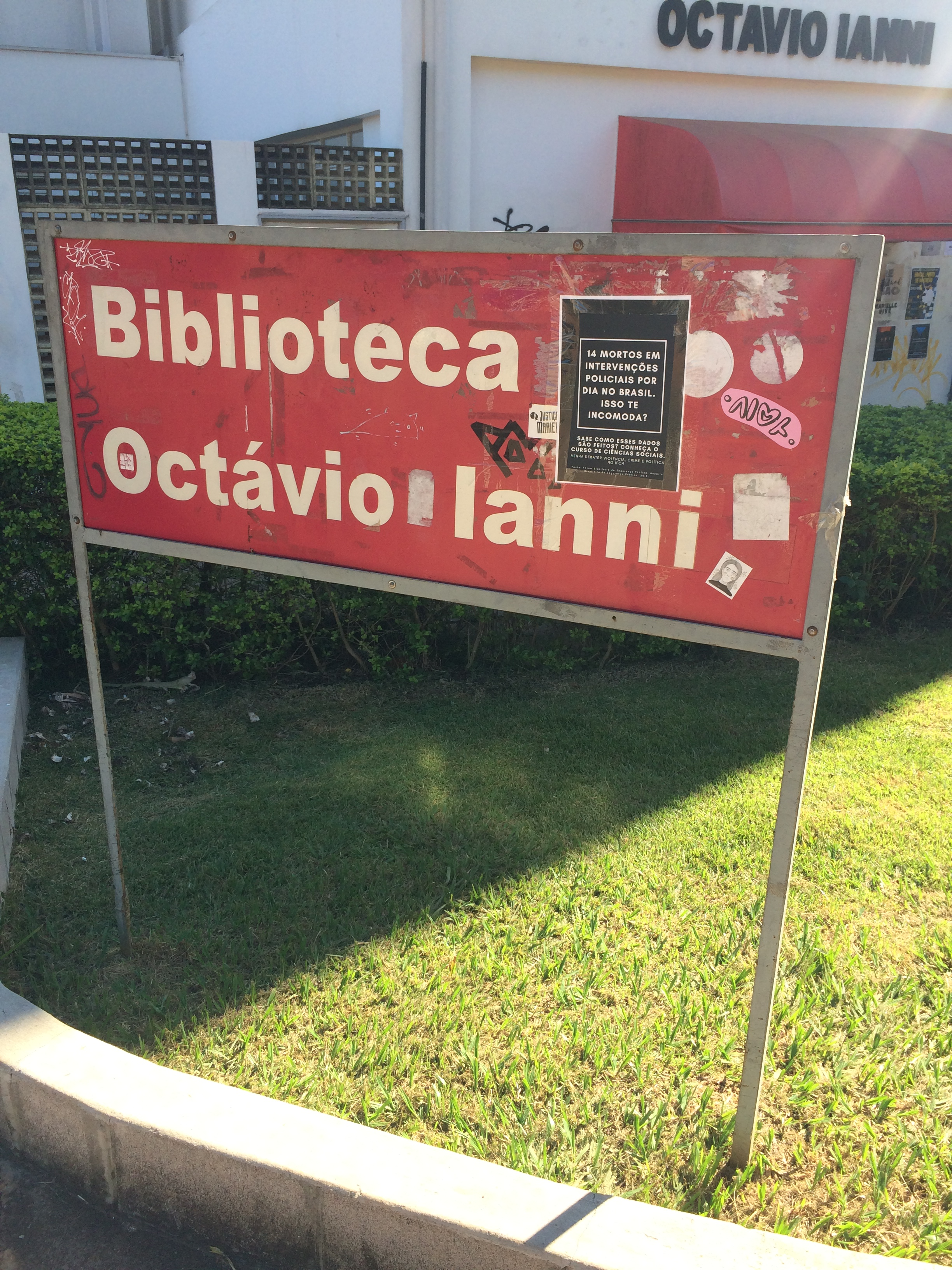
Placa da biblioteca Octávio Ianni